# One Ton Cup
La One Ton Cup est un trophée remis au vainqueur d'une compétition nautique créée en 1899 par le Cercle de la Voile de Paris. Ces régates sont à l'origine des duels entre voiliers légers, souvent des dériveurs, d'au maximum un tonneau selon la jauge Godinet de 1892. Cette Coupe internationale du Cercle de la Voile de Paris, son nom d'origine, se dispute à partir de 1907 sur des 6 m JI à la jauge internationale, à l'exception d'une période de quatre années, de 1920 à 1923, où elle est courue sur des 6.5m SI.
Cette Coupe des un-tonneau est remise en jeu en 1965 dans le cadre de courses au large, sur l'initiative de Jean Peytel, membre du CVP, à la suite de la diminution de l'activité de la classe des 6 m JI. La One Ton Cup est alors disputée sur des 22 pieds de la jauge du RORC, puis sur des 27,5 pieds à la jauge IOR à partir de 1971, suivis des 30,5 pieds IOR en 1984.
En 1999, la One Ton Cup est allouée aux championnats du monde de la classe Corel 45, renommé IC 45, un monotype de Bruce Farr.

## Historique
La création de la Coupe internationale du Cercle de la Voile de Paris anglicisée sous le nom de « One Ton Cup » est due à la liquidation du yacht Estérel, premier détenteur de la Coupe de France et acheté par le baron Edmond de Rothschild. Le Syndicat qui avait assumé la charge de la construction de ce yacht comprenait un certain nombre de membres du Cercle de la Voile de Paris. Avertis par leur collègue M. Meunier de la rétrocession de leurs parts, ils décidèrent de les consacrer à une nouvelle Coupe internationale disputée dans la plus petite série de la jauge, alors les « un tonneau ».
L'annonce de la création de la Coupe internationale des un-tonneau a été faite le 11 octobre 1898 par M. Mantois, vice-président du Cercle de la voile de Paris. Elle devra se disputer sur le plan d'eau de Meulan, celui du CVP, ou à Cowes si elle est détenue par un étranger. Les voiliers devront jauger un tonneau au plus suivant la jauge Godinet de 1892.

### La coupe en argent
La coupe, d'une valeur de 3 000 francs-or, a été dessinée en 1897 par le bijoutier Robert Linzeler et a été réalisée par Bratiau en 1898.
Elle a été réalisée en argent massif martelé, et est d'un poids de 10 kilogrammes. L'ensemble mesure 58 centimètres de largeur (81 avec les anses) sur 57 centimètres de hauteur. Placée sur un socle en ébène, elle est considérée comme un chef-d'œuvre du style Art nouveau.

### Les premières coupes des un-tonneau à la jauge Godinet

Scotia 1, challenger de la One Ton Cup de 1900, dessiné par Linton Hope, battu par le defender Sidi-Fekkar d'Eugène Laverne.

Ces un-tonneau sont des dériveurs mesurant jusqu'à 7 mètres, capables de planer dans certaines conditions et construits avec un échantillonnage le plus léger possible, l'équilibre étant assuré par l'équipage. Ces voiliers sont également présents aux régates données à l'occasion de l'Exposition universelle de 1900, dans la catégorie de 0,5 à 1 tonneau.
La première édition se déroule à partir du 2 mai 1899 sur le plan d'eau de Meulan. Le concurrent anglais Vectis est battu par le bateau français Bélouga barré par Eugène Laverne lors des trois manches chronométrées. Bélouga avait l'avantage de la connaissance du plan d'eau et avait été sélectionné parmi neuf un-tonneau français construits spécifiquement pour cette épreuve.
En 1900, Scotia 1, un dessin de Linton Hope affronte Sidi-Fekkar barré et dessiné par Eugène Laverne. Sidi-Fekkar gagne la coupe à l'issue d'une cinquième manche décisive. Mais Scotia gagne aux Régates données à l'occasion de l'Exposition Universelle de 1900.
Scotia 2 du Sea View Yacht-Club emporte la coupe en Angleterre en 1901. Une des raisons de l'échec français est le passage en 1901 de la jauge de 1892 à la formule Méran ; le un-tonneau Sidi-Fekkar jauge près de deux tonneaux suivant cette jauge de 1901 et doit être modifié. Sequana, le bateau defender choisi par le CVP en 1901, barré par Eugène Laverne est battu, ainsi que le voilier Italien Dai-Dai.
En 1902, Scotia III l'emporte en trois manches contre August barré par Valton, membre du CVP, toujours pour le SVYC. La coupe est récupérée par la France en 1903 par  Chocolat, plan d'Auguste Godinet, créateur de la jauge de 1892. Valton, Méran et Arthus ont gagné contre le defender Iris.
En 1906, après deux années sans défi, la dernière coupe disputée sur un-tonneau à la jauge française est remportée par Feu Follet à Louis Potheau du CVP devant N.R.V. de Hambourg
.

### L'époque des 6 mJI jauge internationale

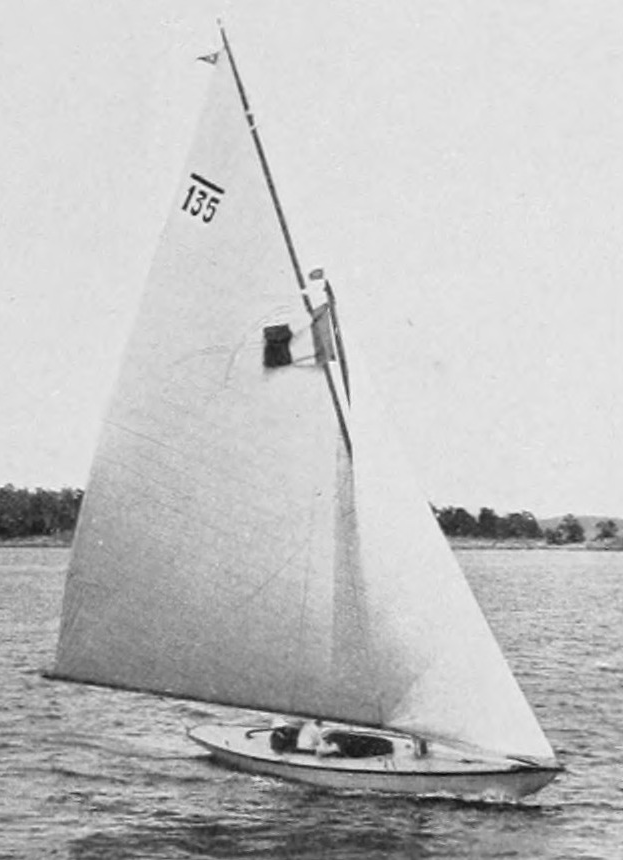
Le 6 mJI Mac Miche, médaille d'or aux Jeux de 1912

À partir de 1907 le CVP décide de faire disputer cette coupe des un-tonneau sur des voiliers de 6 mètres à la jauge internationale, toute nouvelle jauge entérinée par les représentants des autorités nautiques européennes au congrès de Londres de 1906. Ce ne sont donc plus des dériveurs de six à sept mètres mais des quillards d'environ onze mètres de longueur de coque qui s'affrontent lors de régates qui continuent à porter le nom de Coupe des un-tonneau, ou One Ton Cup. La première coupe sur 6 mJI est gagnée en 1907 par Onkel Adolf pour l'Allemagne.
En 1913, le 6 mJI Cremona du Royal Thames Yacht Club remporte la dernière coupe d'avant la Première Guerre mondiale.
Après un intermède de quatre coupes disputées sur des 6.5m SI, le CVP décide en 1923 de revenir au 6 m Jauge internationale, à la demande des challengers britanniques.
La Coupe des un-tonneau est ramenée en France par Virginie Hériot en 1927.
Le palmarès de la One Ton Cup entre 1907 et 1962 est détaillé dans un document rédigé par l'association des 6 Metre classiques. Rédigé par G. Béchard en décembre 2000, il indique l'année, le plan d'eau, l'immatriculation du bateau gagnant, le nom du barreur, son club, le ou les battus, l'architecte du voilier et l'année de sa construction. Il est utile, pour avoir des détails et croiser les informations, de consulter les documents rédigés par les associations nationales de 6 mJI comme la biographie de Herman Whiton, double médaillé olympique en 1948 et 1952, équipier-propriétaire-vainqueur de la One Ton Cup 1951 avec Eric Ridder à la barre, écrite par Bob Merrick pour la 6 Metre Rule North America, l'histoire du 6 Metre Llanoria ou The Classic Six Metre Newsletter Number 14 (1907-2009) de l'association suisse qui relate, entre autres, l'acquisition de Llanoria par Magnus Konow, lui-même médaillé olympique et multiple vainqueur de la One Ton Cup.

### L'époque des 6m50 jauge chemin de fer

6m50 à la jauge de 1907, dans le style des 6m50 ayant couru la One Ton Cup de 1920 à 1923.

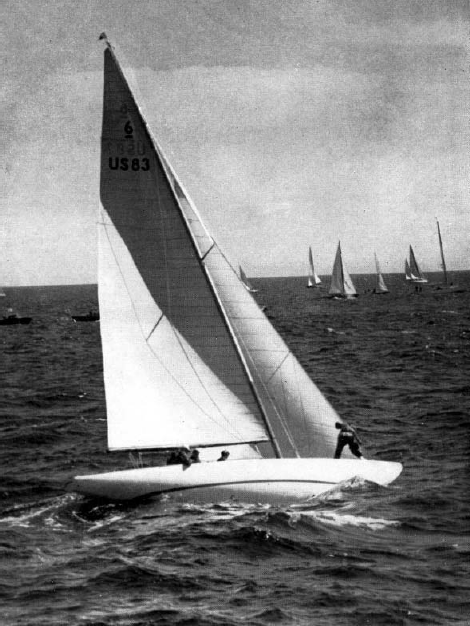
Llanoria, US 83, 6 Metre, vainqueur de la One Ton Cup en 1951 et 1957, médaille d'or aux Jeux olympiques de 1948 et 1952 avec Herman Whiton à la barre.

De 1920 à 1923 quatre coupes sont disputées sur 6.5m SI à la demande du CVP. Les 6m50 de cette jauge française adoptée en Europe continentale dite « Chemin de fer » car les bateaux étaient transportables sur des wagons plats standards, favorisent le nombre de challengers.
Le 6m50 defender anglais Cordella gagne quatre fois la coupe. C'est un plan de Morgan Giles qui fut entre autres opposé à Oranje, médaille d'or pour les Pays-Bas en 6m50 aux Jeux olympiques de 1920.

### L'époque de la course au large et du One tonner

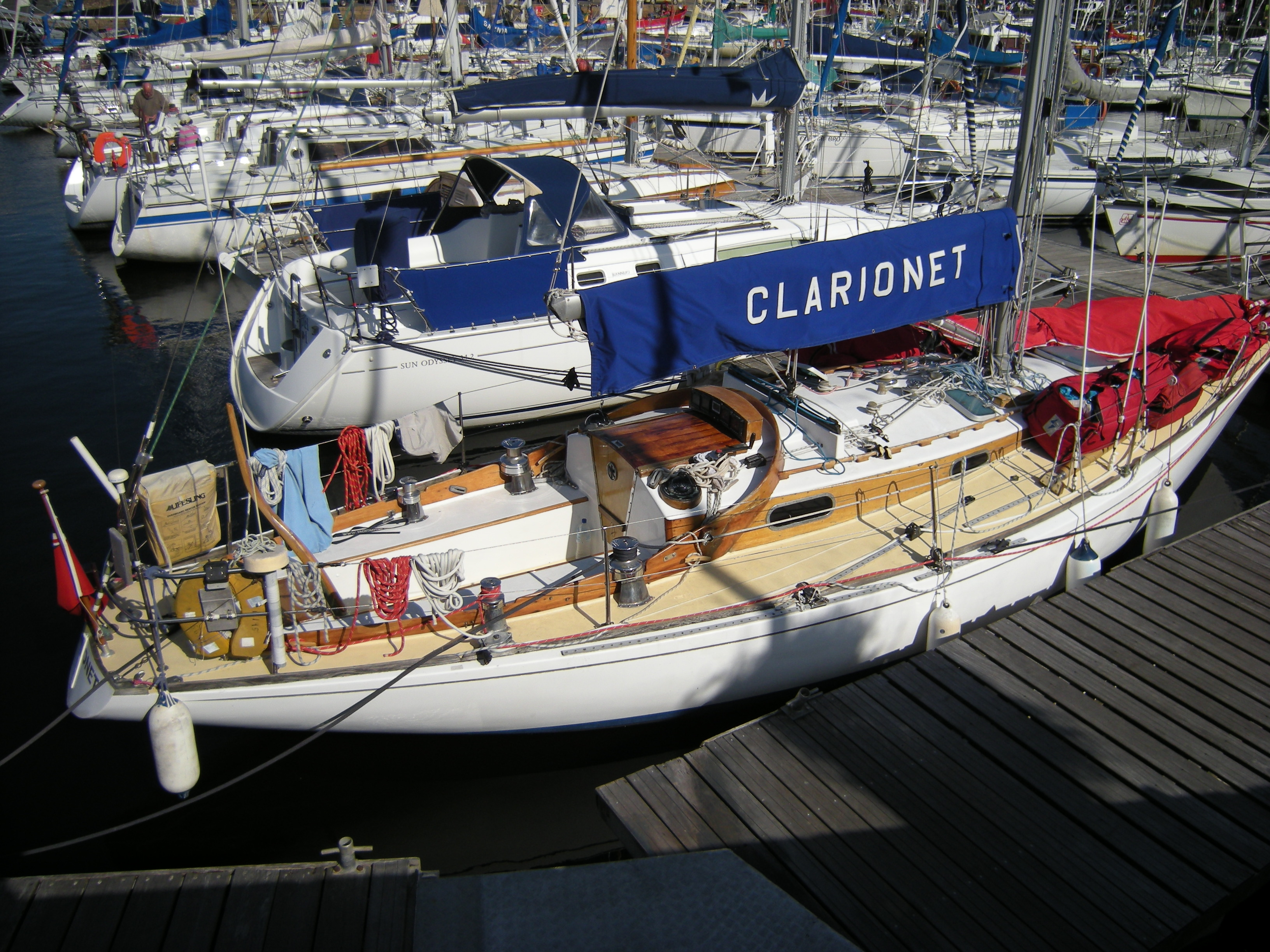
Le One tonner Clarionet, plan d'Olin Stephens de 1966.

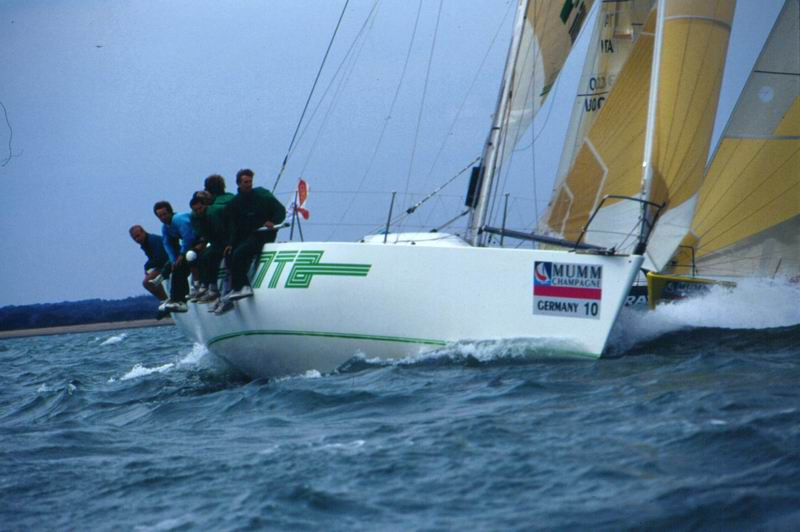
Pinta, vainqueur des deux dernières éditions à la jauge 30,5 pieds IOR de la One Ton Cup en 1993 et 1994.

Le 6 m JI, de retour en 1924, est après 1945 une série en déclin. Au début des années 1960, Jean Peytel, membre du Cercle de la voile de Paris propose de relancer la Coupe internationale du CVP sur des voiliers de 22 pieds au plus à la jauge du RORC.
La première One Ton Cup sur voiliers de course-croisière est disputée au large du Havre en 1965 par quatorze bateaux. Le vainqueur est le bateau danois Diana III. La formule de course en temps réel, comprenant une course au large et de deux régates côtières rencontre un tel succès que des voiliers sont spécifiquement dessinés pour cette épreuve. Ils sont nommés les One tonners bien que cette appellation ne corresponde plus à aucune jauge de cette époque.
En 1971 la jauge IOR, résultat de la fusion entre la jauge du RORC et la jauge américaine du CCA (Cruising Club of America), entre en application pour les courses au large,. Les One Tonners passent à 27,5 pieds IOR.
En novembre 1983 l'ORC (Offshore Racing Council, renommé Offshore Racing Congress en 2005) décide de porter à 30,5 pieds IOR la jauge des One Tonners, plus petite taille pour les voiliers admis à l'Admiral's Cup. La première One Ton Cup à cette jauge est disputée par 24 voiliers en 1984. Philippe Briand, architecte et skipper de Passion 2 l'emporte à La Rochelle.
En 1999 le championnat du monde de la série des Corel 45 (IC 45, Farr 45) est attribué à la One Ton Cup. La première coupe est remportée par Bertrand Pacé.

## Évolution de l'architecture des voiliers

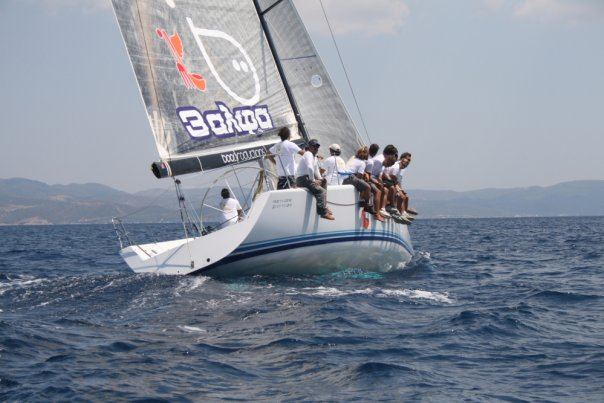
IC45, monotype dont le champion du monde reçoit la One Ton Cup depuis 1999

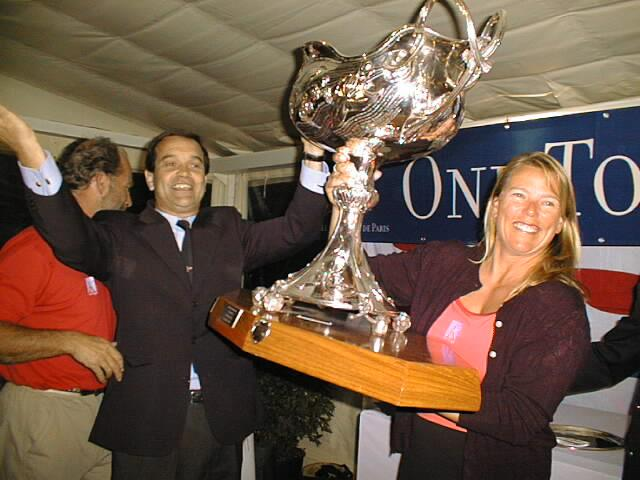
Remise de la One Ton Cup à Saint-Tropez en 2002

En 1899 et en 1900, la coupe des un-tonneau est disputée sur des voiliers d'environ sept mètres, jaugeant un tonneau à la jauge Godinet de 1892, jauge de l'Union des yachts français (voir l'histoire du Yacht Club de France). Ces voiliers sont généralement des dériveurs légers de l'époque, la coque n'étant pas lestée. En 1901 est mise en application une évolution de la jauge française votée en 1898, la formule Méran. Les bateaux sont bien plus lourds, plus étroits, plus britanniques et la formule adoptée met fin à la génération créative de l'École de Meulan.
En 1906 la Jauge internationale est adoptée en Europe. Pour disputer la Coupe internationale du CVP, les 6 mJI remplacent les un-tonneau dès 1907. Les bateaux sont maintenant des quillards d'environ onze mètres de longueur de coque, déplaçant plus de quatre tonnes, ayant tous le même air de famille, la jauge ne laissant que très peu de liberté aux architectes,. Des architectes de renom comme Wilhelm von Hacht, Tore Holm, Olin Stephens ou Johan Anker ont signé les plans de multiples 6 mJI victorieux.
Seules les évolutions de la formule de la Jauge internationale ou des règles spécifiques aux 6 mJI pendant la période de 1907 à 1962 ont fait évoluer les voiliers participant à cette coupe, si l'on excepte la période des 6.5m SI de 1920 à 1923. Les 6m50, série internationale, et olympique en 1920 ont été choisis pour disputer la One Ton Cup, à la demande des Français. C'est pourtant le même voilier britannique, Cordella, qui remporte les quatre éditions courues dans cette classe. Il faut attendre 1965, quand les voiliers choisis deviennent des bateaux de course au large, pour assister à des innovations sur les plans. La jauge du RORC (du Royal Ocean Racing Club), est une jauge de course au large permettant de faire un classement en temps compensé de voiliers différents. En 1965, la One Ton Cup est réservée aux voiliers jaugés à 22 pieds (rating) suivant la jauge du RORC de 1931. C'est la première fois que la jauge du RORC est utilisée dans une compétition à rating fixe, où les classements sont en temps réel. Cette jauge est utilisée jusqu'en 1970, la jauge IOR la remplaçant en 1971. Les plans de Dick Carter, avec des coques plus larges que les dessins d'Olin Stephens ont marqué cette époque. La fin de l'époque RORC voit le début de l'utilisation de matériaux nouveaux jusque-là difficiles à mettre en œuvre, et qui permettent aux architectes d'exploiter les lacunes de la jauge.
L'évolution du dessin des voiliers de l'époque de la jauge IOR peut être schématisée par les plans de Bruce Farr. Red Lion, vainqueur en 1977, est un dériveur lesté, capable de performances élevées aux allures portantes et par petit temps. La même année trois autres variantes de ce plan finissent aux premières 
places : second Mr Jumpa, troisième Smir-Noff-Agen et cinquième Jenny H.
La jauge IOR y est pour quelque chose : héritière de la jauge du RORC et de la jauge américaine CCA, elle favorise les voiliers à meilleure stabilité de forme et ne pénalise plus autant les bateaux munis d'une dérive, dans la tradition de l'École américaine. En 1994, la complexité de la jauge IOR, l'utilisation de matériaux de plus en plus légers et des trous de jauge, marquent la fin des bateaux prototypes en One Ton Cup. C'est un monotype de Bruce Farr, l'IC45, qui reprend la coupe à son compte de 1999 à 2002.

## Palmarès
Le tableau suivant qui résume le palmarès est à prendre avec certaines précautions. Les diverses sources mentionnent comme vainqueur soit le skipper, soit le propriétaire du bateau, et parfois un équipier illustre qui n'était pas forcément le chef de bord qui pouvait être le propriétaire lui-même.
| Année | Site                 | Nat. skipper     | Nom du voilier  | Classe                     | Skipper                                                  | Architecte              |
| ----- | -------------------- | ---------------- | --------------- | -------------------------- | -------------------------------------------------------- | ----------------------- |
| 1899  | Meulan               | France           | Bélouga         | 1 tonneau Godinet          | Eugène Laverne                                           | Alphonse Tellier        |
| 1900  | Meulan               | France           | Sidi-Fekkar     | 1 tonneau Godinet          | Eugène Laverne                                           | Eugène Laverne          |
| 1901, | Meulan               | Royaume-Uni      | Scotia 2        | 1 tonneau Méran            | Sea View YC                                              | Linton Hope             |
| 1902, | Cowes                | Royaume-Uni      | Scotia III      | 1 tonneau Méran            | Sea View YC                                              | Linton Hope             |
| 1903, | Cowes                | France           | Chocolat        | 1 tonneau Méran            | Valton                                                   | Auguste Godinet         |
| 1906, | Meulan               | France           | Feu Follet      | 1 tonneau Méran            | Louis Potheau                                            | Arbaut                  |
| 1907, | Meulan               | Allemagne        | Onkel Adolf     | 6 mJI Jauge internationale | Fritz Kirsten                                            | Wilhelm von Hacht       |
| 1908, | Kiel                 | Allemagne        | Windspiel XI    | 6 mJI                      | Fritz Kirsten                                            | Wilhelm von Hacht       |
| 1909, | Kiel                 | Allemagne        | Windspiel XI    | 6 mJI                      | Fritz Kirsten                                            | Wilhelm von Hacht       |
| 1910  | Kiel                 | Suède            | Agnes II        | 6 mJI                      |                                                          | C.O. Liljegren          |
| 1911, | Göteborg             | Allemagne        | Windspiel XIV   | 6 mJI                      | Fritz Kirsten                                            | Wilhelm von Hacht       |
| 1912, | Kiel                 | Royaume-Uni      | Bunty           | 6 mJI                      | E.G. Martin                                              | G.U. Laws               |
| 1913, | Cowes                | Royaume-Uni      | Cremona         | 6 mJI                      | RTYC                                                     | Morgan Giles            |
| 1920, | Cowes                | Royaume-Uni      | Cordella        | 6.5m SI                    |                                                          | Morgan Giles            |
| 1921, | Ryde                 | Royaume-Uni      | Cordella        | 6.5m SI                    |                                                          | Morgan Giles            |
| 1922, | Ryde                 | Royaume-Uni      | Cordella        | 6.5m SI                    | Morgan Giles                                             | Morgan Giles            |
| 1923  | Ryde                 | Royaume-Uni      | Cordella        | 6.5m SI                    |                                                          | Morgan Giles            |
| 1924  | Ryde                 | Pays-Bas         | Holland’s Hope  | 6 mJI                      |                                                          | G.de Vries              |
| 1925  | Zuiderzee            | Pays-Bas         | Princes Juliana | 6 mJI                      |                                                          | G.de Vries              |
| 1926  | Zuiderzee            | Royaume-Uni      | Zenith          | 6 mJI                      | J. Lauriston                                             | William Fife            |
| 1927, | Ryde                 | France           | Petite Aile II  | 6 mJI                      | Virginie Hériot                                          | P. Arbaut               |
| 1928  | Meulan               | France           | Yara III        | 6 mJI                      | M. Conill                                                | J. Guédon               |
| 1929  | Deauville            | Suède            | Bissbi II       | 6 mJI                      | S. Salen                                                 | Tore Holm               |
| 1930  | Sandhamn             | Suède            | Bissbi II       | 6 mJI                      | S. Salen                                                 | Tore Holm               |
| 1931  | Sandhamn             | Suède            | Bissbi IV       | 6 mJI                      | Tore Holm                                                | Tore Holm               |
| 1932, | Sandhamn             | Norvège          | Abu             | 6 mJI                      | Magnus Konow                                             | Johan Anker             |
| 1933  | Hanko                | Norvège          | Varg V          | 6 mJI                      | Magnus Konow                                             | Bjarne Aas              |
| 1934  | Hanko                | Norvège          | White Lady      | 6 mJI                      | Magnus Konow                                             | Bjarne Aas              |
| 1935  | Hanko                | Suède            | Ian III         | 6 mJI                      | B. Gedda                                                 | Tore Holm               |
| 1936  | Göteborg             | Suède            | Tidsfördrif     | 6 mJI                      | Tore Holm                                                | Tore Holm               |
| 1937  | Marstrand            | Suède            | Tidsfördrif II  | 6 mJI                      | A. Schulz                                                | Tore Holm               |
| 1938  | Göteborg             | Norvège          | Norna VI(N 65)  | 6 mJI                      | Olav V de Norvège ?                                      | Johan Anker             |
| 1939  | Hanko                | Norvège          | Noreg III       | 6 mJI                      | Rolf Svinndal                                            | Johan Anker             |
| 1946  | Hanko                | Suède            | May Be VI       | 6 mJI                      | S. Salen                                                 | Tore Holm               |
| 1947  | Sandhamn             | Suède            | May Be VI       | 6 mJI                      | Nordienskiold                                            | Tore Holm               |
| 1948  | Marstrand            | Suède            | May Be VI       | 6 mJI                      | S. Salen                                                 | Tore Holm               |
| 1949  | Sandhamn             | Suède            | Trickson VI     | 6 mJI                      | A. Laurin                                                | A. Laurin               |
| 1950  | Sandhamn             | Suède            | May Be VI       | 6 mJI                      | S. Salen                                                 | Tore Holm               |
| 1951, |                      | États-Unis       | Llanoria        | 6 mJI                      | Eric Ridder avec Herman Whiton                           | Sparkman & Stephens     |
| 1953, | Newport              | Suisse           | Ylliam VIII     | 6 mJI                      | Louis Noverraz                                           | B. Aas                  |
| 1954  | Genève               | Suisse           | Ylliam IX       | 6 mJI                      | Louis Noverraz                                           | Sparkman & Stephens     |
| 1955, | Stockholm            | Suisse           | Ylliam IX       | 6 mJI                      | Louis Noverraz                                           | Sparkman & Stephens     |
| 1956  | Cannes               | Suisse           | Ylliam IX       | 6 mJI                      | Louis Noverraz                                           | Sparkman & Stephens     |
| 1957  | Hanko                | Norvège          | Llanoria        | 6 mJI                      | Magnus Konow                                             | Sparkman & Stephens     |
| 1958  | Le Havre             | Royaume-Uni      | Royal Thames    | 6 mJI                      | R.S.G. Perry                                             | D. Boyd                 |
| 1959  | Poole                | Suède            | May Be VIII     | 6 mJI                      | Nordienskiold                                            | Tore Holm               |
| 1960, | Göteborg             | France           | Elghi III       | 6 mJI                      | Robert Meunier du Houssoy                                | Tore Holm               |
| 1961  | Cannes               | France           | Elghi III       | 6 mJI                      | Robert Meunier du Houssoy                                | Tore Holm               |
| 1962  | Palma                | France           | Elghi III       | 6 mJI                      | Robert Meunier du Houssoy                                | Tore Holm               |
| 1965, | Le Havre             | Danemark         | Diana III       | 22 pieds RORC              | Hans Albrecht                                            | Sparkmans & Stephens    |
| 1966  | Copenhague           | États-Unis       | Tina            | 22 pieds RORC              | Dick Carter                                              | Dick Carter             |
| 1967, | Le Havre             | Allemagne        | Optimist        | 22 pieds RORC              | Hans Beilken                                             | Dick Carter             |
| 1968, | Heligoland           | Allemagne        | Optimist        | 22 pieds RORC              | Hans Beilken                                             | Dick Carter             |
| 1969, | Heligoland           | Nouvelle-Zélande | Rainbow II      | 22 pieds RORC              | Chris Bouzaid                                            | Sparkman & Stephens     |
| 1971  | Auckland             | Australie        | Stormy Petrel   | 27,5 pieds IOR             | Syd Fischer                                              | Sparkman & Stephens     |
| 1972  | Sydney               | Nouvelle-Zélande | Wai-Aniwa       | 27,5 pieds IOR             | Chris Bouzaid                                            | Dick Carter             |
| 1973, | Porto Cervo          | Italie           | Ydra            | 27,5 pieds IOR             | Agostino Straulino                                       | Dick Carter             |
| 1974  | Torquay              | Royaume-Uni      | Gumboots        | 27,5 pieds IOR             | Jeremy Rogers                                            | Doug Perterson          |
| 1975, | Newport              | États-Unis       | Pied Piper      | 27,5 pieds IOR             | Dick Jennings                                            | Doug Peterson           |
| 1976  | Marseille            | États-Unis       | Resolute Salmon | 27,5 pieds IOR             | Dick Deaver                                              | Britton Chance jr       |
| 1977  | Auckland             | Nouvelle-Zélande | Red Lion        | 27,5 pieds IOR             | Stu Brentnall                                            | Bruce Farr              |
| 1978  | Flensbourg           | Allemagne        | Tilsalg         | 27,5 pieds IOR             | Klaus Lange                                              | Ron Holland             |
| 1979  | Newport              | États-Unis       | Pendragon       | 27,5 pieds IOR             | Zeke Dooghy                                              | Davidson                |
| 1980, | Naples               | Italie           | Filo da Torcere | 27,5 pieds IOR             | Enrico Isenburg, Stefano Roberti                         | Studio Andrea Valicelli |
| 1981  | Crosshaven           | Irlande          | Justine III     | 27,5 pieds IOR             | Harold Cudmore                                           | Tony Castro             |
| 1982  |                      |                  |                 | 27,5 pieds IOR             |                                                          |                         |
| 1983, | Rio de Janeiro       | Italie           | Linda           | 27,5 pieds IOR             | Mauro Pelaschier                                         | Sciomachen              |
| 1984, | La Trinité-sur-Mer   | France           | Passion II      | 30,5 pieds IOR             | Philippe Briand                                          | Philippe Briand         |
| 1985, | Poole                | Royaume-Uni      | Jade            | 30,5 pieds IOR             | Rodney Pattisson                                         | Humphreys               |
| 1986  | Palma (Majorque)     | Danemark         | Andelsbanken    | 30,5 pieds IOR             | Henrik Søderlund                                         | Jeppesen                |
| 1987  | Kiel                 | Norvège          | Fram X          | 30,5 pieds IOR             | Harald V de Norvège                                      | Bruce Farr              |
| 1988, | San Francisco        | Nouvelle-Zélande | Propaganda      | 30,5 pieds IOR             | Richard Dodson                                           | Bruce Farr              |
| 1989, | Naples               | Italie           | Brava           | 30,5 pieds IOR             | Francesco De Angelis avec Paul Cayard                    | Bruce Farr              |
| 1990  | Marstrand, Suède     | Danemark         | Okyalos         | 30,5 pieds IOR             | Henrik Søderlund                                         | Jeppesen                |
| 1991  | Nieuport             | États-Unis       | Vibes           | 30,5 pieds IOR             | David H. Clarke                                          | Bruce Farr              |
| 1992, | Skovshoved, Danemark | Italie           | Brava Q8        | 30,5 pieds IOR             | Francesco De Angelis                                     | Bruce Farr              |
| 1993, | Cagliari             | Allemagne        | Pinta           | 30,5 pieds IOR             | Willi Illbruck avec Russell Coutts                       | Judel-Vrolijk           |
| 1994  | Marseille            | Allemagne        | Pinta           | 30,5 pieds IOR             | Willi Illbruck avec John Kostecki                        | Judel-Vrolijk           |
| 1999  | Puerto Portals       | France           | K Yote          | IC 45                      | Ortwin Kandler/ Bertrand Pacé                            | Bruce Farr              |
| 2000  | Marseille            | France           | Cavale Bleu     | IC 45                      | Michel Duquenne / Thierry Peponnet / Christophe Simoneau | Bruce Farr              |
| 2001  | Pwhelli              | Grèce            | Atalanti        | IC 45                      | Georges Andreadis                                        | Bruce Farr              |
| 2002  | Saint-Tropez         | France           | Faster K-Yote 1 | IC 45                      | Dawn Riley / Alain Fedensieu                             | Bruce Farr              |
| 2016  | Cowes - UK           | Royaume-Uni      | Girls on Film   | Fast 40+                   | Shawn Carkeek                                            |                         |
| 2017  | Cowes - UK           | Royaume-Uni      | Girls on Film   | Fast 40+                   | Shawn Carkeek                                            |                         |
| 2018  | Cowes - UK           | Royaume-Uni      | Ran             | Fast 40+                   | Niklas Zennstrom, Suède                                  |                         |
| 2019  | Le Havre             | France           | Ran             | Fast 40+                   | Niklas Zennstrom, Suède                                  |                         |

L'année 1994 est la dernière pour la One Ton Cup sur des voiliers à la jauge IOR.
Classe Fast40+ : http://fast40class2019.com/

## Autres coupes inspirées de la One Ton Cup
Le succès de la formule de course à rating fixe, jugée en temps réel et non en temps compensé a inspiré d'autres compétitions :
- Two Ton Cup
- Three quarter Ton cup
- Half Ton Cup
- Quarter Ton Cup
- Mini Ton Cup.